# Imperium Romanum
Imperium Romanum — градостроительный симулятор и стратегия в реальном времени выпущенной болгарской компанией Haemimont Games. Релиз игры для платформы Windows состоялся в феврале 2008 года.

## Игровой процесс
Imperium Romanum — продолжение Glory of the Roman Empire 2006 года от тех же разработчиков. Сиквел отличается улучшенной графикой и добавлением ряда известных достопримечательностей древнего Рима, таких как Большой цирк и Колизей.

## Сеттинг
Место действия — Древний Рим, игрок является наместником города. Главный герой занимается градостроительством, борьбой с болезнями, бунтами и варварами, а также постройкой легендарных зданий Древнего Рима, называемых чудесами (в том числе одно из 7 чудес света Колизей, а также Арка Триумфа и некоторых других).

## Игровой процесс
В Imperium Romanum есть четыре типа игры: Тренировка, Шкала Времени, Сценарии и Рим.

### Тренировка
Режим обучения: здесь игрок познает действия, необходимые для выполнения обозначенных выше задач. Сначала он тренируется хозяйственным делам, а затем — ведению войн.

### Шкала Времени
В этом режиме игрок выполняет миссии в различных городах древнего мира, бывших частью Римской Империи (Рим, Помпеи, Александрия и других).

### Сценарии
Игроку не даётся никаких заданий, лишь форум и несколько деревень варваров, настроенных, как правило, миролюбиво.

### Рим
Здесь игроку предстоит построить Колизей, отбиться от варваров, потушить огромное множество пожаров, а самое трудное — удовлетворить все потребности граждан, за это игрок будет получать разные бонусы.

## Армия
«Армия обзавелась конницей и осадными орудиями, но опять тупа как пробка.» — пишет AG, сравнивая Imperium Romanum с Glory of the Roman Empire. Армия состоит из трёх видов: Гастаты, Лучники, Конница. Каждый из них тренируется в отдельном здании по одному отряду: Гастаты и Лучники — по 36 человек, Конница — по 24 человека.

## Отзывы
| Сводный рейтинг | Сводный рейтинг |
| Агрегатор       | Оценка          |
| --------------- | --------------- |
| GameRankings    | 66,44 %         |

Игра была рассмотрена в четвёртом выпуске программы «Без винта» (бывш. «От винта!») от 15 апреля 2008 года. Гамовер отметил, что игра действительно дает ощутить, насколько сложно управлять человеческими поселениями: «В игре есть опция, „Алтарь“, которая позволяет узнавать настроение и чаяния граждан. Кому-то не хватает еды, иные скучают без зрелищ...».